# 八木一男
八木 一男（やぎ かずお、1911年6月7日 - 1976年9月11日）は、日本の政治家、部落解放運動家。元部落解放同盟中央執行委員。父は元衆議院議員の八木逸郎。

## 略歴
1911年奈良市に生まれる。東京帝国大学経済学部卒業とともに社会運動に参加。戦後、日本社会党に入党。1952年、第25回衆議院議員総選挙に奈良県全県区より立候補し当選。8期つとめた。社会党内の「部落解放特別委員会」設立に尽力し、党の部落解放政策要綱を作成した。
1959年部落解放審議会設置法案を国会に提出し同和対策審議会を設置させた。
1965年8月11日「同和対策審議会」答申が出されたとき、八木一男はとても感激した様子だったという。
1976年9月11日に死去。葬儀は社会党奈良県本部、部落解放同盟奈良県連、奈良総評の合同葬として同月29日、奈良県公会堂で行われた。

## 人物
全国水平社設立の一人である米田富は同志である。